# 李家祠堂
李家祠堂，又称李鸿章公祠，原址位于安徽省合肥市安庆路邮电管理局。1985年列入第一批合肥市文保单位。1986年，原计划拆除后与段氏住宅、龚家祠堂等一同异地重建保护，然计划搁置，建筑构建存于合肥一中与安徽警官学院等处。